# Wojna Brytyjczyków z Gurkhami
Wojna z Gurkhami 1814–1816 zwana także wojną brytyjsko-nepalską to konflikt pomiędzy Nepalczykami a Brytyjską Kompanią Wschodnioindyjską.
Gurkhowie stanowili grupę etniczną, która w XVI w. zawędrowała z rejonu Indii do Nepalu, zakładając niewielkie księstwo w rejonie dzisiejszego dystryktu Gorkha. Z biegiem czasu terytorium Gurkhów rozrosło się do 50 księstw, tworząc w roku 1768 Królestwo Nepalu. W kolejnych latach Gurkhowie zaczęli zagrażać wpływom Brytyjskiej Kompanii Wschodnioindyjskiej na północy kraju. Sporna granica Gurkhów z Brytyjczykami licząca ponad 800 mil była przyczyną wielu zatargów i sporów.
Po wybraniu na gubernatora Indii Francisa Hastingsa zapadła decyzja o zajęciu spornych terenów siłą. W 1814 Brytyjczycy zajęli początkowo przygraniczne tereny, jednak z nastaniem pory deszczowej wycofali się, pozostawiając przy granicy posterunki wojskowe. W tej sytuacji Gurkhowie powrócili na wcześniej utracone tereny, zabijając w potyczce kilku policjantów. Po ustaniu pory deszczowej Hastings wysłał 4 kolumny wojska, które natrafiły na gwałtowny opór. W trakcie walk o Fort Kalanga z 3500 ludzi dowodzonych przez generała Roberta Gillespie poległo i zostało rannych 740 żołnierzy, w tym generał, który został zabity już podczas pierwszego ataku. Miesiąc później Gurkhom udało się przepędzić Brytyjczyków i wspierających ich Sipajów spod twierdzy. Po utracie jednej trzeciej sił Brytyjczycy zaprzestali dalszych akcji. Pozostałe oddziały należące do generała Johna Wooda w sile 4000 ludzi wycofano w styczniu 1815.
Na wschodzie kraju 8000 Brytyjczyków dowodzonych przez generała Benneta Marleya wyruszyło na Katmandu, zajmując miasto. Gurkhowie zaatakowali Brytyjczyków, zajmując dwa posterunki i powodując ucieczkę Sipajów Marleya. Marley dysponujący siłami 10 000 ludzi wycofał się wówczas przez granicę i przez najbliższe kilka miesięcy nie podejmował żadnych akcji militarnych. W lutym 1815 generał został zdymisjonowany.
Z początkiem 1815 Hasting zreorganizował swoje siły, mając do dyspozycji 40 000 ludzi przeciwko 12 000 Gurkhom. Wiosną oddziały dowodzone przez Davida Ochterlony'ego odcięły Gurkhów od głównych fortów, prowokując przeciwnika do ataku. Większym sukcesem było zajęcie Almory i pokonanie oddziału Gurkhów pod wodzą Amara Singha.
W listopadzie 1815 zawarto układ, na mocy którego Gurkhowie zrzekli się spornych ziem w rejonie Teraj oraz na zachód od Kali. Traktatu nie zaakceptował jednak dwór nepalski, po czym wiosną 1816 walki wznowiono. W tej sytuacji Ochterlony na czele 20 000 ludzi ponownie zajął Katmandu, zmuszając przeciwnika do odwrotu pod Chuviaghati. W marcu generał odparł jeszcze atak Gurkhów, którzy zgodzili się ostatecznie na podpisanie układu. W jego wyniku Nepal pozostał niepodległym Królestwem. Powołane przez Ochterlony'ego bataliony Gurkhów do dziś stanowią część armii brytyjskiej.

## Literatura
- Marshall, Julie G. (2005). Britain and Tibet 1765-1947: a select annotated bibliography of British relations with Tibet and the Himalayan states including Nepal, Sikkim and Bhutan. Routledge. ISBN 0-415-33647-3
- Anon. (1822). Military sketches of the Goorka war in India: in the years 1814, 1815, 1816. Woodbridge, Printed by J. Loder for R. Hunter, London
- Lamb, Alastair. (1986). British India and Tibet, 1766-1910. Taylor & Francis. pp. 26–43. ISBN 0-7102-0872-3
- Gould, Tony. (2000). Imperial Warriors – Britain and the Gurkhas. Granta Books ISBN 1-86207-365-1
- Rai-Zimmdar, G. L. (2008). Anglo-Gurkha Friendship. Lulu.com ISBN 1-4357-2865-3
- Pemble, John. (2009). Britain's Gurkha War: The Invasion of Nepal, 1814-16. Casemate Pub & Book Dist Llc ISBN 978-1-84832-520-3.